# Fructuoso Rivera
Fructuoso Rivera y Toscana (ur. 17 października 1784 w Montevideo, zm. 13 stycznia 1854 w Melo) – urugwajski wojskowy i polityk, pierwszy prezydent kraju.
Rivera wsławił się jako generał dowodzący walką z Brazylijczykami o niepodległość dla terytorium Banda Oriental. W 1830 został wybrany pierwszym prezydentem Urugwaju. Funkcję tę sprawował do 1834. Potem pełnił ją jeszcze dwukrotnie (w latach 1838–1839 i 1839–1843). W 1836 założył główną liberalną partię polityczną Urugwaju Colorado. W 1853, po trwającej dwanaście lat wojnie domowej (1839–1851) zwanej „Guerra Grande”, został mianowany członkiem rządzącego triumwiratu. Zmarł jednak przed objęciem władzy.
Na jego cześć jego imieniem nazwano miasto Rivera, departament Rivera i kanonierkę „General Rivera”.